# ダレン・シャン

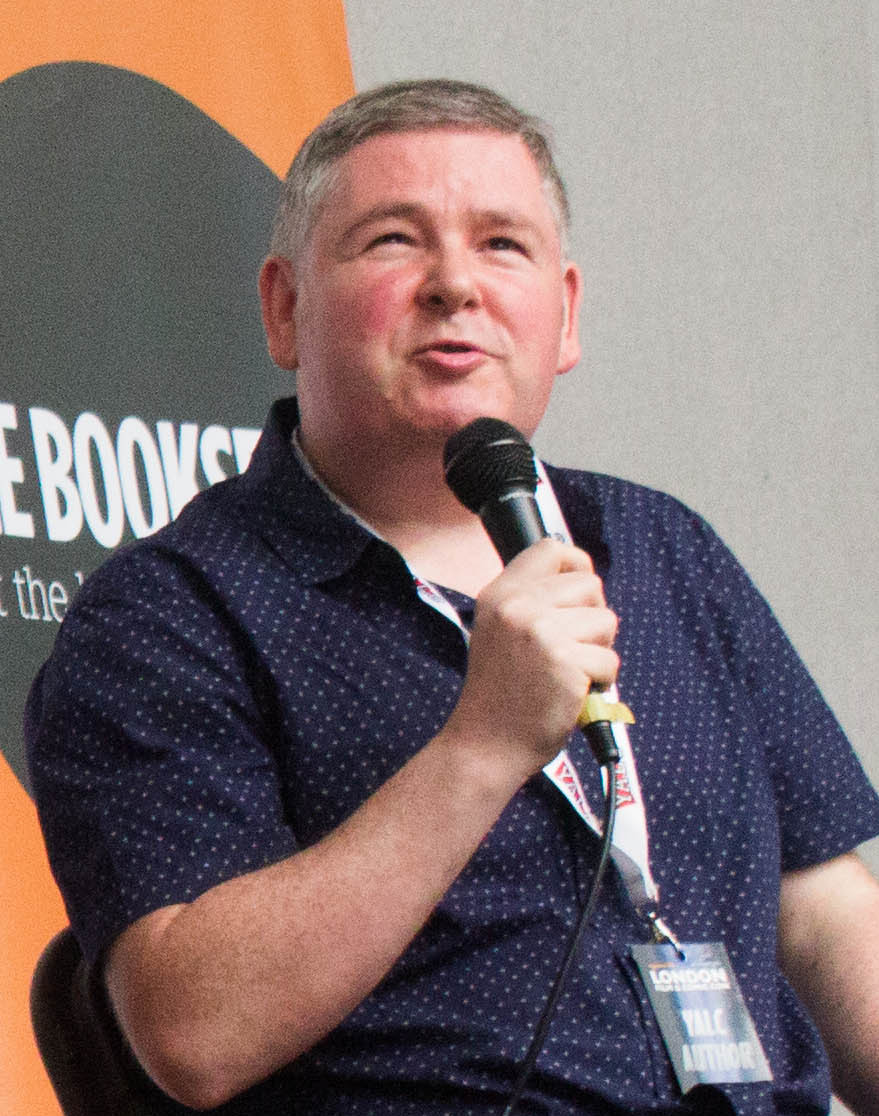
ダレン・シャン

ダレン・シャン（Darren Shan、本名：ダレン・オショーネシー（Darren O'Shaughnessey）、1972年7月2日 - ）は、イギリス生まれの小説家。幼いころにアイルランドへ家族で引っ越している。
本人によれば「子供のころから作家になりたかった」と言っている。ファンタジー小説『ダレン・シャン』は、いとこのためにおもしろ半分で書き始めたものであり、シリーズは1巻までの予定だったが、出版社からの要望によって長編になった。映画化もされ、日本では2010年3月19日から公開された。また、『ダレン・シャン』のスピンオフ小説として、主要キャラクターのクレプスリーが主役の小説が全4巻で発売された。
なお、初期の作品である『the CITY』の著者名には、以前のペンネームであるD. B. シャンが使用されている。

## 作品リスト
- ダレン・シャンシリーズ
  - ダレン・シャン1巻 奇怪なサーカス
  - ダレン・シャン2巻 若きバンパイア
  - ダレン・シャン3巻 バンパイア・クリスマス
  - ダレン・シャン4巻 バンパイア・マウンテン
  - ダレン・シャン5巻 バンパイアの試練
  - ダレン・シャン6巻 バンパイアの運命
  - ダレン・シャン7巻 黄昏のハンター
  - ダレン・シャン8巻 真夜中の同志
  - ダレン・シャン9巻 夜明けの覇者
  - ダレン・シャン10巻 精霊の湖
  - ダレン・シャン11巻 闇の帝王
  - ダレン・シャン12巻 運命の息子
  - ダレンシャン外伝
- デモナータシリーズ
  - デモナータ1幕 ロード・ロス
  - デモナータ2幕 悪魔の盗人
  - デモナータ3幕 スローター
  - デモナータ4幕 ベック
  - デモナータ5幕 血の呪い
  - デモナータ6幕 悪魔の黙示録
  - デモナータ7幕 死の影
  - デモナータ8幕 狼島
  - デモナータ9幕 暗黒のよび声
  - デモナータ10幕 地獄の英雄たち
- the CITYシリーズ
  - the CITY(1) アユアマルカ-蘇る死者-
  - the CITY(2) 地獄の地平線
  - the CITY(3) 蛇の街
- ハグロサン（「今夜はだれも眠れない」や「ダレン・シャン　イン　ジャパン」所収）
- コーヤサン（「ダレン・シャン　イン　ジャパン」所収）
- やせっぽっちの死刑執行人 上下
- クレプスリー伝説
  - クレプスリー伝説1 殺人者の誕生
  - クレプスリー伝説2 死への航海
  - クレプスリー伝説3 呪われた宮殿
  - クレプスリー伝説4 運命の兄弟